# 姉小路定子
姉小路 定子（あねがこうじ さだこ、享保2年7月18日（1717年8月24日） - 寛政元年9月22日（1789年11月9日））は、江戸時代中期の女性。桜町天皇の典侍で、桃園天皇の母。父は参議・正四位上姉小路実武。女房名は権典侍、宰相典侍、大典侍、また三位局とも。女院号は開明門院で、法名は哲堂。

## 生涯
享保13年（1728年）3月ごろに東宮上臈として出仕。延享4年（1747年）5月1日に従三位。桃園天皇の急死後、同天皇が青綺門院（二条舎子）を「実母」としていたため処遇に問題が発生し、稀な例ではあるが、准三宮を経ないで宝暦13年（1763年）2月1日に院号宣下を受ける。天明2年（1782年）2月に剃髪し、寛政元年（1789年）9月22日、72歳で逝去。墓所は京都市上京区の清浄華院（菩提所は塔頭の松林院）。